# Jaupaci
Jaupaci is een gemeente in de Braziliaanse deelstaat Goiás. De gemeente telt 3.059 inwoners (schatting 2009).

## Aangrenzende gemeenten
De gemeente grenst aan Diorama, Fazenda Nova, Iporá, Israelândia en Montes Claros.